# Киевское высшее общевойсковое командное училище
Киевское высшее общевойсковое командное дважды Краснознамённое училище имени М. В. Фрунзе (КВОКУ) — одно из старейших военно-учебных заведений Вооружённых сил СССР.
50°27′23″ с. ш. 30°25′30″ в. д.
В разные годы училище готовило специалистов различных воинских специальностей.

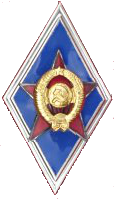
Нагрудный знак об окончании высшего военного училища или военного института.

## История
Открыто 7 декабря 1918 года в Арзамасе как курсы красных командиров при штабе Восточного фронта.
24 июля 1919 года курсы переформированы в Военную школу Восточного фронта.
Во время Гражданской войны курсы и школа неоднократно передислоцировались по мере наступления Красной армии.
С 1921 года военная школа дислоцировалась в Киеве. В 1924 году реорганизована в Киевскую объединённую школу командиров РККА имени С. С. Каменева.
В 1936 году Киевская объединённая военная школа реорганизована во 2-ю Киевскую артиллерийскую школу (с 1937 года — 2-е Киевское артиллерийское училище).
В июле 1941 года училище передислоцировано в Саратовскую область в посёлок Соколовый.
На основании приказа НКО СССР № 035 с 1 февраля 1943 года 2-е Киевское артиллерийское училище дивизионной артиллерии реорганизовано во 2-е Киевское училище самоходной артиллерии.
25 декабря 1943 года за выдающиеся успехи в подготовке офицеров училище награждено орденом Красного знамени и присвоено имя Михаила Васильевича Фрунзе.
С 31 мая 1947 года — Киевское Краснознамённое объединённое училище самоходной артиллерии имени М. В. Фрунзе.
С 7 августа 1958 года называлось Киевское танковое училище имени М. В. Фрунзе, с 1 сентября 1961 года — Киевское командно-техническое училище имени М. В. Фрунзе, с 1 августа 1965 года — Киевское высшее общевойсковое командное Краснознамённое училище имени М. В. Фрунзе.
22 февраля 1968 года «За большие заслуги в подготовке офицерских кадров для ВС СССР и в связи с 50-летием СА и ВМФ» Указом Президиума Верховного совета СССР № 2404-УП училище награждено вторым орденом Красного Знамени (№ 337952).
С 1968 года стало базовым учебным заведением Советских Вооруженных Сил по подготовке офицеров подразделений войсковой и агентурной военной разведок.
За время своего существования училище подготовило и выпустило 7490 офицеров, среди них окончили училище с золотой медалью — 123 человека, с дипломом с отличием — 1236 человек.
Постановлением Кабинета Министров Украины № 490 от 19 августа 1992 года училище было ликвидировано. Три курса курсантов переведены в Одесский институт Сухопутных войск.

## Награды
- 25 декабря 1943 года —  Орден Красного Знамени, награждено указом Президиума Верховного Совета СССР от 25 декабря 1943 года в ознаменование 25-й годовщины 2-го Киевского училища самоходной артиллерии за выдающиеся успехи в подготовке офицерских кадров для самоходной артиллерии бронетанковых и механизированных войск Красной Армии и боевые заслуги перед Родиной.

## Начальники училища
- Матиясевич, Михаил Степанович (02.1922 — 04.1924)
- Лацис, Ян Янович (1924—1927)
- Княгницкий, Павел Ефимович (05.01.1927 — 1928)
- Артеменко, Николай Филиппович (05.09.1928 — 05.12.1930)
- Буриченков, Георгий Андреевич (06.12.1930 — 02.03.1935)
- Белый, Семён Осипович (03.03.1935 — 12.1936)
- Россман, Илья Данилович (01.1937 — 18.10.1938)
- Гундорин, Алексей Павлович (19.10.1938 — 1944)
- генерал-лейтенант танковых войск Петров, Иван Иванович (генерал-лейтенант) (1947—1959)
- генерал-майор танковых войск Яковлев, Сергей Михайлович (05.1960 — 02.1962)
- генерал-майор артиллерии Мухачёв, Яков Иванович (12.09.1961 — 05.10.1966)
- генерал-лейтенант Кравченко, Иван Иванович (05.10.1966 — 04.02.1970)
- генерал-майор Болдуев, Фома Лукьянович (04.02.1970 — 09.06.1972)
- генерал-лейтенант Ляшко, Вениамин Иванович (09.06.1972 — 18.07.1980)
- полковник Мелихов, Анатолий Иванович (ВрИД начальника училища 19.07.1980 — 07.04.1981? 20.09.1982 — 28.12.1982)
- генерал-майор Сидоров, Виктор Павлович (07.04.1981 — 20.09.1982)
- генерал-майор Лимаренко, Иван Макарович (28.12.1982 — 05.08.1987) с 2000 года генерал-лейтенант Украины
- генерал-майор Щукин, Валерий Анатольевич (05.08.1987 — 25.08.1992)

## Известные выпускники училища

### Герои Советского Союза
- Гринчак, Валерий Иванович, 1978 год выпуска. За мужество и героизм, проявленные при оказании интернациональной помощи Демократической Республике Афганистан. Указ Президиума Верховного Совета СССР от 18 февраля 1985 года.
- Стовба, Александр Иванович, 1979 год выпуска. За мужество и героизм, проявленные при выполнении воинского и интернационального долга. Указ Президиума Верховного Совета СССР от 11 ноября 1990 года.
- Онищук, Олег Петрович, 1982 год выпуска. За мужество и героизм, проявленные при выполнении воинского и интернационального долга. Указ Президиума Верховного Совета СССР от 5 мая 1988 года.

### Герои Российской Федерации
- Юрченко, Глеб Борисович, 1981 год выпуска. За мужество и героизм, проявленные при выполнении специального задания. Указ президента РФ от 20 марта 1995 года.
- Касьянов, Илья Анатольевич, 1982 год выпуска. За мужество и героизм, проявленные при выполнении специального задания. Указ президента РФ от 15 мая 1995 года.
- Баталов, Игорь Адольфович, 1988 год выпуска. За мужество и героизм, проявленные при ликвидации незаконных вооруженных формирований в Северо-Кавказском регионе. Указ президента РФ от 15 мая 1995 года.
- Паньков, Вадим Иванович, 1990 год выпуска. За мужество и героизм, проявленные в контртеррористической операции на Северном Кавказе. Указ президента РФ от 04 августа 2001 года.
- Сафин, Дмитрий Анатольевич, проходил обучение в 1989—1992 годах. За мужество и героизм, проявленные в контртеррористической операции на Северном Кавказе. Указ президента РФ от 04 августа 2001 года.
- Скороходов, Валерий Александрович — командир штурмовой группы 22-й отдельной бригады специального назначения Главного разведывательного управления Генерального штаба Вооружённых сил Российской Федерации (Северо-Кавказский военный округ), старший лейтенант. Родился 16 сентября 1972 году в городе Елец Липецкой области. За мужество и героизм, проявленные при выполнении специального задания, указом Президента Российской Федерации от 15 мая 1996 года старшему лейтенанту Скороходову Валерию Александровичу присвоено звание Героя Российской Федерации. Впоследствии участвовал в миротворческой операции российских войск в бывшей Югославии (1999). В настоящее время полковник Скороходов В. А. продолжает службу в Российской Армии. Награждён медалями.

### Герои Украины
- Бондарчук, Сергей Васильевич, 1993 год выпуска. За выдающиеся личные заслуги перед Украинским государством в развитии военно-технического сотрудничества, повышение международного авторитета Украины, многолетний плодотворный труд.